# Friedrich Schulz (publiciste)
Ne doit pas être confondu avec Friedrich Schulz.
Pour les articles homonymes, voir Schulz.
Friedrich Schulz (né le 18 décembre 1925 à Berlin et mort le 3 juin 2014 dans la même ville) est un publiciste, journaliste et écrivain allemand.

## Biographie
Après l'école primaire, il effectue un apprentissage de commis industriel de 1940 à 1943. En 1943, il est mobilisé au service du travail du Reich en Poméranie, à l'aérodrome (de) de Pütnitz près de Damgarten. Alors qu'il sert au front pendant la Seconde Guerre mondiale, il est fait prisonnier par les Soviétiques de 1944 à 1948. À partir de 1949, il travaille pour la magistrature de Berlin. Après ses études, il travaille comme journaliste et rédacteur pour la télévision allemande de 1959 à 1990 et à partir de 1963 pour Prisma (de), le magazine économique et grand public de la télévision de la RDA.
À partir des années 1960, Friedrich Schulz part régulièrement en vacances à Fischland, Darß et Zingst. À partir des années 1980, son intérêt pour ce paysage et ses enjeux régionaux s'exprime dans de nombreux articles de journaux et de magazines. À sa retraite en 1991, il commence à publier une vingtaine d'ouvrages sur le thème de l'art et de l'histoire locale de la région. Le Ahrenshooper Künstlerlexikon devient un ouvrage de référence dans l'histoire de l'art régionale.
Il vend les archives qu'il a constituées au fil des années avec plus de 2 000 livres et autres documents à l'arrondissement de Poméranie-Occidentale-du-Nord ; elles sont accessibles au public à Ahrenshoop depuis 2000. En remerciement pour son engagement dans la recherche sur l'histoire locale et le développement culturel de la ville d'artistes d'Ahrenshoop, Friedrich Schulz reçoit en 2011 le titre de citoyen d'honneur à l'occasion du 700e anniversaire de la commune.
Friedrich Schulz est marié depuis 1951 et a trois filles. Friedrich Schulz décède à Berlin à l'âge de 88 ans.

## Œuvres (sélection)
- Unterwegs in… Ahrenshoop. Verlag Atelier im Bauernhaus, Fischerhude, 2012,  (ISBN 978-3-88132-360-4)
- Ein heißer Sommer und vier kalte Winter. Erinnerungen an ein Lebensjahrzehnt. Verlag am Park, Berlin, 2011,  (ISBN 978-3-89793-252-4)
- Wolf Karge: Paul Müller-Kaempff: 1861 Oldenburg – Ahrenshoop – Berlin 1941. Mit einem Beitrag von Friedrich Schulz, Verlag Atelier im Bauernhaus, Fischerhude, 2006,  (ISBN 978-3-88132-268-3)
- Insel der Feen. Illustrationen: Anke Ulbricht, Bülten-Verlag, Kückenshagen, 2006,  (ISBN 978-3-938510-17-9)
- Der Reiz von Meer, Wald und Bodden: ein Heimat-Lesebuch. Illustrationen: Anke Ulbricht, Vol. 2, Scheunenverlag, Kückenshagen, 2005,  (ISBN 3-938398-00-0)
- Der Reiz von Meer, Wald und Bodden: ein Heimat-Lesebuch. Illustrationen: Anke Ulbricht, Vol. 1, Scheunenverlag, Kückenshagen, 2005,  (ISBN 3-938398-19-1)
- Ahrenshoop: Künstlerkolonie an der Ostsee. Fischerhuder Kunstbuch, Fischerhude, 2005,  (ISBN 3-88132-260-4)
- Ahrenshoop: Künstlerlexikon. Verlag Atelier im Bauernhaus, Fischerhude, 2001,  (ISBN 3-88132-292-2)
- Ahrenshoop literarisch: ein Lesebuch. Verlag Atelier im Bauernhaus, Fischerhude, 1998,  (ISBN 3-88132-293-0)
- Die Halbinseln Darß und Zingst: zwanzig Skizzen zur Natur und Geschichte einer vorpommerschen Boddenlandschaft. Bunte Stube, Ahrenshoop, 1998,  (ISBN 3-929195-08-9)
- Ahrenshoop: Streifzüge durch Geschichte und Natur; vier Wanderungen mit Friedrich Schulz durch die Ortsteile Ahrenshoop, Althagen und Niehagen. Bunte Stube, Ahrenshoop, 1996,  (ISBN 3-929195-06-2)
- Georg Hülsse (de), Ahrenshoop. Kunstkaten Ahrenshoop (dir.) 1994
- Vorpommersche Boddenlandschaft und Recknitztal. Avec Elenore Rösel, Neumann, Radebeul, 1993,  (ISBN 3-7402-0127-4)
- Ahrenshoop: die Geschichte eines Dorfes zwischen Fischland und Darss. Verlag Atelier im Bauernhaus, Fischerhude, 1992,  (ISBN 3-88132-290-6)
- Der Darss: Streifzüge in die Natur und Geschichte einer vorpommerschen Küstenlandschaft. Avec. Ill. von Theodor Schultze-Jasmer (de), Bunte Stube, Ahrenshoop, 1991/1994, DNB 944506372